# Cylindrobasidium eucalypti
Cylindrobasidium eucalypti är en svampart som först beskrevs av M. Dueñas & Tellería, och fick sitt nu gällande namn av Tellería & Melo 1995. Cylindrobasidium eucalypti ingår i släktet Cylindrobasidium och familjen Physalacriaceae.   Inga underarter finns listade i Catalogue of Life.